# Källåsberget
Källåsberget är en bebyggelse i Vallda socken i Kungsbacka kommun, Hallands län. Området avgränsades fram till 2010 som en separat småort, från 2015 räknas det till tätorten Halla Heberg.